# Intervencija
Intervencija (Интервенция) è un film del 1968 diretto da Gennadij Ivanovič Poloka.